# Raymond Geuss
Raymond Geuss (pronunciación en alemán: /ɡɔɪs/; Evansville, 10 de diciembre de1946) es un filósofo político estadounidense, estudioso de la filosofía occidental de los siglos XIX y XX. Actualmente es profesor emérito en la Facultad de Filosofía de la Universidad de Cambridge. Es uno de los precursores de la Escuela de Cambridge de historia intelectual y pensamiento político. Ha sido distinguido como Miembro de la Academia Británica en 2011.
Es conocido principalmente por tres razones: su temprana interpretación de la crítica de la ideología en The Idea of a Critical Theory; una reciente colección de obras fundamentales para el surgimiento del realismo político en la filosofía política anglófona durante la última década, entre ellas Philosophy and Real Politics; y una variedad de ensayos independientes sobre temas como la estética, Nietzsche, el contextualismo, la fenomenología, la historia intelectual, la cultura y la filosofía antigua.

## Biografía
Geuss se formó en la Universidad de Columbia, donde obtuvo una licenciatura (B.A.) summa cum laude en 1966 y un doctorado (Ph.D.) en 1971. Su tesis doctoral fue dirigida por Robert Denoon Cumming. Durante su educación universitaria, Geuss también estuvo profundamente influenciado por Sidney Morgenbesser.
Geuss impartió clases en la Universidad de Princeton, la Universidad de Columbia y la Universidad de Chicago en Estados Unidos, así como en la Universidad de Heidelberg y la Universidad de Friburgo en Alemania, antes de asumir un puesto de profesor en la Universidad de Cambridge en 1993. En el año 2000, se naturalizó como ciudadano británico. En 2011, fue elegido Miembro de la Academia Británica (Fellow of the British Academy).
Geuss ha supervisado los trabajos de posgrado de varios académicos destacados en las áreas de historia de la filosofía continental, filosofía social y política, y filosofía del arte. Entre sus estudiantes se encuentran J. Richard Cohen, expresidente del Southern Poverty Law Center; el cineasta Ethan Coen; y el filósofo Cornel West.

## Obras
Hasta la fecha, Geuss ha publicado 16 libros de filosofía, de los cuales cuatro son colecciones de ensayos. Entre sus obras se encuentran: 
- The Idea of a Critical Theory: Habermas and the Frankfurt School (La idea de una teoría crítica: Habermas y la Escuela de Frankfurt).
- Morality, Culture, and History (Moralidad, cultura e historia).
- Public Goods, Private Goods (Bienes públicos, bienes privados).
- History and Illusion in Politics (Historia e ilusión en la política).
- Glück und Politik (Felicidad y política).
- Outside Ethics (Más allá de la ética).
- Philosophy and Real Politics (Filosofía y política real).
- Politics and the Imagination (Política y la imaginación).
- A World without Why (Un mundo sin por qué).
- Reality and its Dreams (La realidad y sus sueños).
- Changing the Subject: Philosophy from Socrates to Adorno (Cambiando el sujeto: Filosofía de Sócrates a Adorno).
- Who Needs a World View? (¿Quién necesita una visión del mundo?);
- Not Thinking like a Liberal (No pensar como un liberal);
- A Philosopher Looks at Work (Un filósofo reflexiona sobre el trabajo).

Ha coeditado dos ediciones críticas de obras de Nietzsche: The Birth of Tragedy (El nacimiento de la tragedia) y Writings from the Early Notebooks (Escritos de los primeros cuadernos). Geuss también ha publicado dos colecciones de traducciones y adaptaciones de poesía provenientes de textos en griego antiguo, latín y alto alemán antiguo.

## Recepción
Alasdair MacIntyre ha escrito lo siguiente sobre Geuss:
«Nadie entre los filósofos morales y políticos contemporáneos escribe mejores ensayos que Raymond Geuss. Su prosa es concisa, elegante y clara. Sus argumentos van directo al grano. Y, al invitarnos a reconsiderar lo que hasta ahora hemos dado por sentado, pone en cuestión no solo esta o aquella tesis filosófica particular, sino algunos de los proyectos más amplios en los que estamos involucrados. Con frecuencia, Geuss hace esto con una notable economía, provocándonos a primero hacer propias sus preguntas y luego descubrir lo difícil que es responderlas»

## Libros
- Geuss, Raymond (1981). The Idea of a Critical Theory (en inglés estadounidense). Cambridge: Cambridge University Press. ISBN 978-0521284226.
- Geuss, Raymond (1999). Morality, Culture, and History (en inglés estadounidense). Cambridge: Cambridge University Press. ISBN 978-0521632027.
- Geuss, Raymond (1999). Parrots, Poets, Philosophers, & Good Advice (en inglés estadounidense). Londres: Hearing Eye. ISBN 978-1870841634.
- Geuss, Raymond (2001). History and Illusion in Politics (en inglés estadounidense). Cambridge: Cambridge University Press. ISBN 978-0521805964.
- Geuss, Raymond (2001). Public Goods, Private Goods (en inglés estadounidense). Princeton University Press. ISBN 978-0691089034.
- Geuss, Raymond (2004). Glück und Politik (en alemán). Berlín: Berliner Wissenschafts-Verlag. ISBN 978-3830509448.
- Geuss, Raymond (2005). Outside Ethics (en inglés estadounidense). Princeton, Nueva Jersey: Princeton University Press. ISBN 978-0691123417.
- Geuss, Raymond (2008). Philosophy and Real Politics (en inglés estadounidense). Princeton, Nueva Jersey: Princeton University Press. ISBN 978-0691137889.
- Geuss, Raymond (2010). Politics and the Imagination (en inglés estadounidense). Princeton, Nueva Jersey: Princeton University Press. ISBN 978-0691155883.
- Geuss, Raymond (2014). A World Without Why (en inglés estadounidense). Princeton, Nueva Jersey: Princeton University Press. ISBN 978-0691155883.
- Geuss, Raymond (2016). Reality and its Dreams (en inglés estadounidense). Cambridge, Massachusetts: Harvard University Press. ISBN 978-0674504950.
- Geuss, Raymond (2017). Changing the Subject: Philosophy from Socrates to Adorno (en inglés estadounidense). Cambridge, Massachusetts: Harvard University Press. ISBN 978-0674545724.
- Geuss, Raymond (2020). Who Needs a World View? (en inglés estadounidense). Cambridge, Massachusetts: Harvard University Press. ISBN 978-0674245938.
- Geuss, Raymond. A Philosopher Looks at Work (en inglés estadounidense). Cambridge: Cambridge University Press. ISBN 978-1108930611.
- Geuss, Raymond (2022). Not Thinking Like a Liberal (en inglés estadounidense). Cambridge, Massachusetts: Belknap Press. ISBN 978-0674270343.
- Geuss, Raymond (2024). Seeing Double (en inglés estadounidense). Cambridge: Polity. ISBN 978-1509560882.